# Pieve di Coriano
Pieve di Coriano – miejscowość i gmina we Włoszech, w regionie Lombardia, w prowincji Mantua.
Według danych na rok 2004 gminę zamieszkiwały 834 osoby, 69,5 os./km².
1 stycznia 2018 nastąpiła likwidacja gminy, a Pieve di Coriano wraz z miejscowościami Revere i Villa Poma utworzyły nową gminę Borgo Mantovano.